# Lista över naturreservat i Gävleborgs län
Kommunindelad lista över naturreservat i Gävleborgs län.

## Bollnäs kommun
- Andersvallsslåtten
- Blårönningen
- Djupsjön-Römmaberget
- Galvåns naturvårdsområde
- Grossjöberget
- Hästhagsberget
- Ijungens gammelskog
- Kölbergets naturvårdsområde
- Larzonska naturreservatet
- Majorns hage
- Rotsjön (naturreservat)
- Stora Bolleberget
- Stora Blyberget
- Sågtjärnsskogen
- Tjuvberget, Bollnäs kommun
- Viks gammelskog

## Gävle kommun
- Axmar naturreservat
- Björkehorns naturreservat
- Bladmyran och Granskogen
- Bläcktärnsjön (naturreservat)
- Bredforsen (naturreservat)
- Brännan (naturreservat, Gävle kommun)
- Eggegrund-Gråsjälsbådans naturvårdsområde
- Gammelsäll (naturreservat)
- Grinduga naturreservat
- Gråbergets naturreservat
- Gustavsmurarna
- Gysinge (naturreservat)
- Gåsholma
- Harkskärsfjärdens naturreservat
- Hedesundaskogen
- Hemlingby naturvårdsområde
- Hådells gammelskog
- Håmansmarens naturreservat
- Häckelsängs högmosse och Gnagmur
- Igelsjön (naturreservat)
- Jordbärsmuren-Ålbo
- Kvillanudden
- Landa (naturreservat)
- Limöns naturreservat
- Lomsmurens naturreservat
- Lundbosjöns naturreservat
- Långhällskogen
- Marsjön-Bondsundets naturreservat
- Näset (naturreservat, Gävle kommun)
- Orarna
- Ormöns naturreservat
- Sjugarna (naturreservat)
- Skjortnäs östra
- Skjortnäs västra
- Skämningsön
- Skärjån (naturreservat)
- Skärjåskogen
- Spjutholmen
- Stenbäckens naturvårdsområde
- Styggmurarna
- Svartstensudden
- Sätraskogen (naturreservat, Gävle kommun)
- Sävasjön (naturreservat)
- T-udden
- Testeboskogen
- Testeboån (naturreservat)
- Testeboåns delta
- Tjursö-arkipelagens naturreservat
- Trödjemurarna
- Tröskens rikkärr
- Tångberget (naturreservat)
- Vitgrund-Norrskär
- Åby urskog

## Hofors kommun
- Fäbods naturreservat
- Gammelstilla-Bredmossen
- Kårsberget
- Köpmansmossen
- Solbergadalen
- Surtjärn (naturreservat)
- Söderåsen

## Hudiksvalls kommun
- Agön-Kråkön
- Alsjöåsen
- Blacksås
- Bleckbergens urskog
- Boda (naturreservat, Hudiksvalls kommun)
- Bodagrottorna
- Bromsvallsberget
- Bålsöns naturvårdsområde
- Flotthöljan
- Flotthöljeskogen
- Gladbäcken
- Gröntjärn (naturreservat)
- Holms gammelskog
- Hålsjöholmen
- Hölick (naturreservat)
- Klackbergsskogens naturreservat
- Klibbalsreservatet
- Kuggörarna (naturreservat)
- Lappkullen
- Lingarö (naturreservat)
- Lingatjärnsberget
- Ljusmyrsbergets naturreservat
- Lockjärvs naturreservat
- Lomtjärn (naturreservat)
- Långbro
- Långvinds naturreservat
- Lövsalen
- Mössbobäcken (naturreservat)
- Mössnäsudden
- Nedre Svartsvedsåsen
- Norra Hornslandet
- Norrberget (naturreservat)
- Oppsjöskogen
- Rossåsen
- Rännkullarna
- Skånbrännan
- Snäcken
- Sofieholmforsens naturreservat
- Stensjön (naturreservat, Hudiksvalls kommun)
- Stor-Dragåsen
- Stora Öråsen
- Storberget (naturreservat, Hudiksvalls kommun)
- Svartviksberget
- Taskberget
- Tolockbäckens naturreservat
- Vallåsens naturreservat
- Ysberget-Laxtjärnsberget
- Åcka naturreservat
- Åsbergets naturreservat
- Änga-Tjännåsen
- Övre Svartsvedsåsen

## Ljusdals kommun
- Andersvallsslåtten
- Björkvallsbrännans naturreservat
- Björnbergets naturreservat
- Bondarvsvallsberget
- Brassberget
- Burseskogen
- Börningsberget
- Djupbäckens naturreservat
- Ensjölokarna
- Erik-Olssveden
- Finnbrännabäckens naturreservat
- Finnbrännan
- Flarksjöberget
- Flisberget
- Flotthöljeskogen
- Garpkölens naturreservat
- Gommorsberget
- Gryssjömyran
- Gryssjöån (naturreservat)
- Gräsberget (naturreservat, Ljusdals kommun)
- Gröntjärn (naturreservat)
- Grötvallsskogen
- Gussjövallsberget
- Gärdes naturreservat
- Gönhammaren
- Hagåsens naturreservat
- Hamra nationalpark
- Hägenlammsmyran
- Hälbergets naturreservat
- Högbränntjärn
- Jonasesmyran
- Järvsöholmarnas naturvårdsområde
- Järvsöklacken
- Kallmyr (naturreservat)
- Kampstjärnsberget
- Klimparnas naturreservat
- Kläppaängarnas naturvårdsområde
- Kolarsjöbäckens naturreservat
- Kvarnbergets naturreservat
- Kyrkberget (naturreservat, Ljusdals kommun)
- Kyrkön
- Körbruksbergets naturreservat
- Liljeslåttsbäcken (naturreservat)
- Lill-Naggen (naturreservat)
- Lobåsberget
- Lobåsberget
- Långtjärnsberget
- Mellanljusnan (naturreservat)
- Måndagsskogarna
- Näverheden
- Näveråsen
- Nötbergets norra naturreservat
- Nötbergets södra naturreservat
- Paradisberget
- Risnosen
- Rovennoppi
- Rutimovuo naturreservat
- Sandsjöåns naturreservat
- Sillerberget
- Skansbergets naturreservat
- Skrebbmyran
- Skruvtjärnsknippen
- Skålvallbrännan
- Stora Sundsjöberget
- Stora Korpimäki
- Storkullens naturreservat
- Storkvarnberget
- Svartberget, Ljusdals kommun
- Tiadalen
- Tillammstjärnen (naturreservat)
- Tornmyran
- Tväringsskogen
- Törnberget
- Voxnans naturvårdsområde
- Ängrabrännans naturreservat
- Örnbergets naturreservat
- Örnbergstjärnarnas naturreservat

## Nordanstigs kommun
- Basttjärnsrönningens naturreservat
- Björnåsens naturreservat
- Bodmyrans naturreservat
- Bodsjöåns naturreservat
- Bodåsens naturreservat
- Dammtjärns naturreservat
- Gnarpskatens naturreservat
- Grans naturreservat
- Gulliksbergets naturreservat
- Gulåsens naturreservat
- Hagåsens naturreservat
- Hagmyrans naturreservat
- Hästmyrbergets naturreservat
- Klackuddens naturreservat
- Klovbackens naturreservat
- Klövbergets naturreservat (del i Gävleborgs län)
- Kransarna (naturreservat)
- Kvarnmyrornas naturreservat
- Lockjärvs naturreservat
- Lönnåsens naturreservat
- Notholmen
- Rosslavallen
- Storön
- Svarvtjärnsbergens naturreservat
- Svedjebodvallen
- Vattingsmalarna
- Vitörarna
- Ånäsets naturvårdsområde
- Älvåsens naturreservat

## Ockelbo kommun
- Kroksjö öga
- Latåsens naturreservat
- Lundbosjöns naturreservat
- Trollberget (naturreservat, Ockelbo kommun)

## Ovanåkers kommun
- Andån (naturreservat)
- Bursjöberget
- Tunderåsens naturreservat
- Voxnans naturvårdsområde
- Ålkarstjärnarnas naturreservat

## Sandvikens kommun
- Bärsån (naturreservat)
- Gammelstilla-Bredmossen
- Grävna Knippan
- Gysinge
- Hamsas
- Hohällan
- Högmossen
- Igeltjärnsberget
- Ista
- Kungsberget
- Kungsfors (naturreservat)
- Kungshögshällarna
- Laggarbomyran
- Lisselåsklack
- Lomsmurens naturreservat
- Långängarna (naturreservat)
- Vällingudden
- Västerhällarnas naturreservat
- Österbergsmuren

## Söderhamns kommun
- Axmar naturreservat
- Långbro
- Lugnsjön (naturreservat)
- Långnäsudden (naturreservat, Söderhamns kommun)
- Norrbränningen (naturreservat)
- Skatön
- Skidtjärnsberget
- Skvallerbäcken
- Skärjån (naturreservat)
- Stenöorn
- Storjungfruns naturreservat
- Storröjningsmoran
- Svarttjärnsberget
- Ålsjön (naturreservat)